# هاینکل هادی ۲۶
هاینکل اچ‌دی. ۲۶ (به انگلیسی: Heinkel_HD_26) یک هواگرد ملخ‌پیشین تک‌موتوره از نوع شناسایی دریایی ساخت شرکت هاینکل، آیچی کوکوکی است. هواگرد هاینکل اچ‌دی. ۲۶ نخستین پروازش را در ۱۹۲۸ میلادی انجام داد. در مجموع، تعداد ۲ فروند از این هواگرد ساخته شده‌است.